# Ralph Gilles
 (New York, 14 gennaio 1970) è un imprenditore e designer statunitense di origine haitiana; attualmente è il capo del design del gruppo Fiat Chrysler Automobiles, prendendo il posto di Lorenzo Ramaciotti nel 2015.

## Biografia

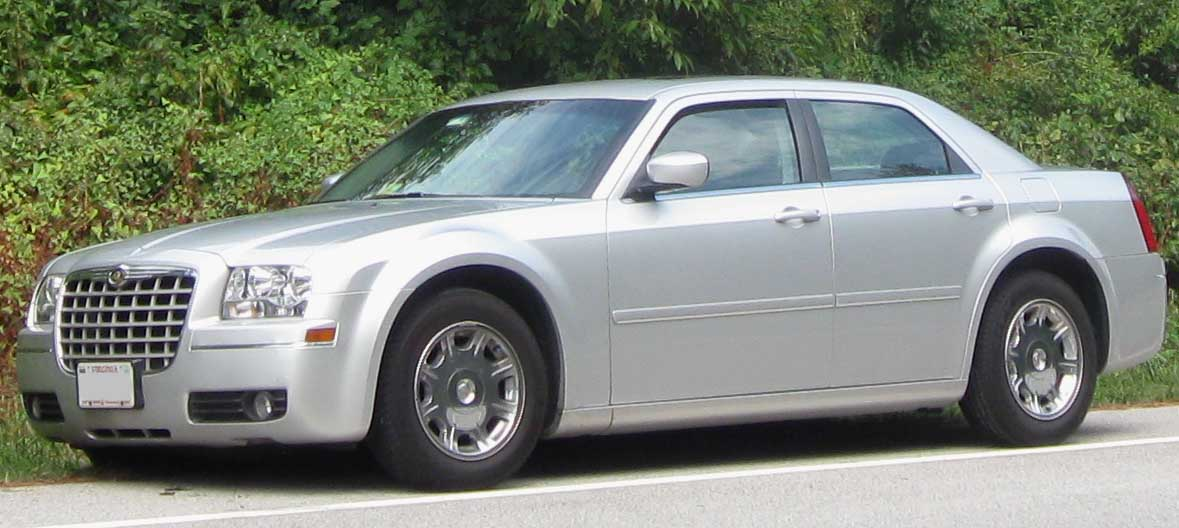
Una Chrysler 300C, la cui linea è stata firmata da Ralph Gilles

Nato da genitori di origine haitiane, crebbe a Montréal in Canada.
La passione per le automobili contagiò Ralph Gilles all'età di 6 anni. All'età di 8 cominciò a disegnarne ed in particolare si dedicò al disegno di auto nate dalla sua immaginazione, disegnando già concept cars. Qualche anno più tardi, nel 1984, venne notato da una sua zia, la quale comprese l'enorme talento del giovanissimo Ralph e scrisse una lettera alla Chrysler. La casa di Detroit rispose con una lettera inviata dall'allora capo del design K. Walling, il quale consigliò caldamente a Gilles di intraprendere studi specifici nel campo del design automobilistico. Gli studi di Gilles culminarono con il bachelor in Belle Arti al College for Creative Studies di Detroit nel Michigan.
Nel 1992 Gilles approdò così alla Chrysler, dove nel 2001 venne promosso direttore del design e dal 2003 al 2005 insegnò design dei trasporti proprio in quel College of Creative Studies dove poco più di dieci anni prima aveva conseguito la laurea. Nello stesso anno, alla Chrysler, partorì la linea di una delle vetture della casa americana, la Chrysler 300C.
Nel 2008 è stato promosso Vice Presidente del Design Chrysler, andando a sostituire il Vice Presidente uscente Trevor Creed. Nel tempo libero, Gilles è solito dedicarsi a corse automobilistiche.

## Serie TV
Nel 2017, esce su Netflix il Documentario "Abstract: The Art of Design" nel quale viene approfondito il lavoro di Ralph nella quinta puntata del documentario: "Ralph Gilles - Design automobilistico".